# Alberto Merlet

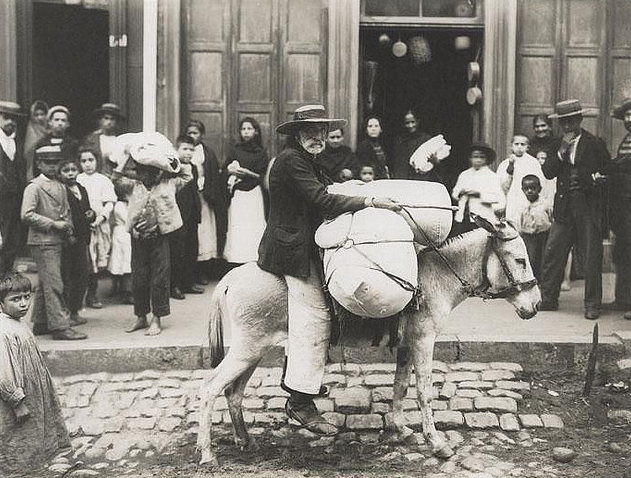
Vendedor ambulante en Valparaiso. 1899 - Wikimedia Commons.

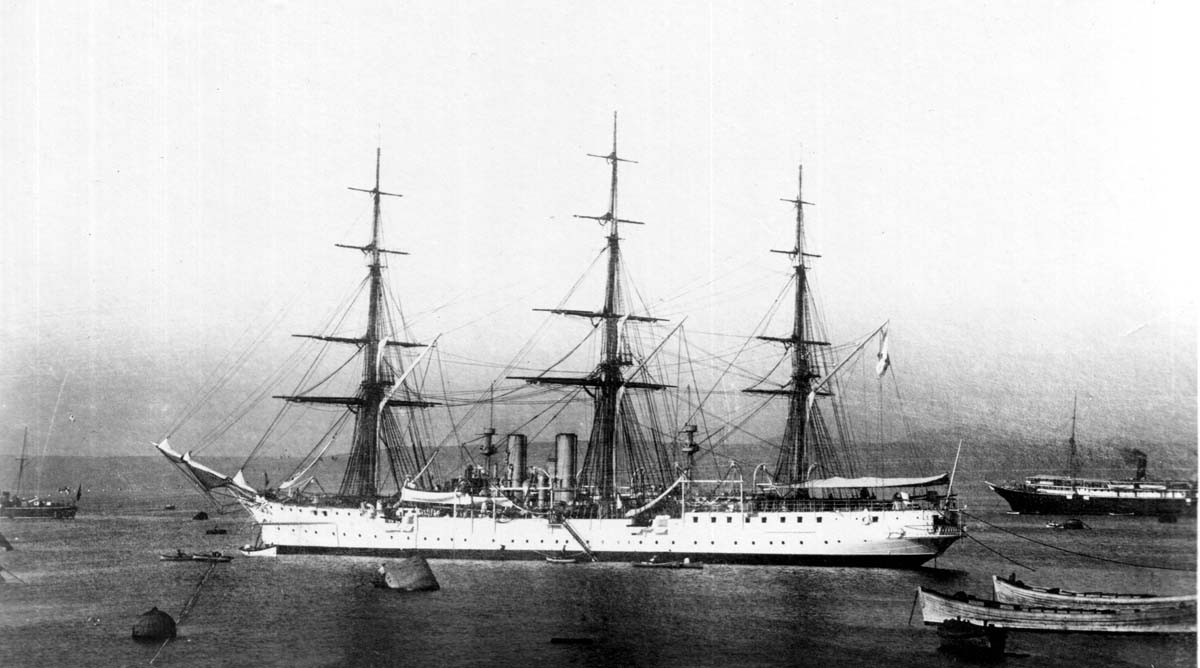
La fragata Sarmiento en el puerto de Valparaiso durante su primer viaje, en 1899.

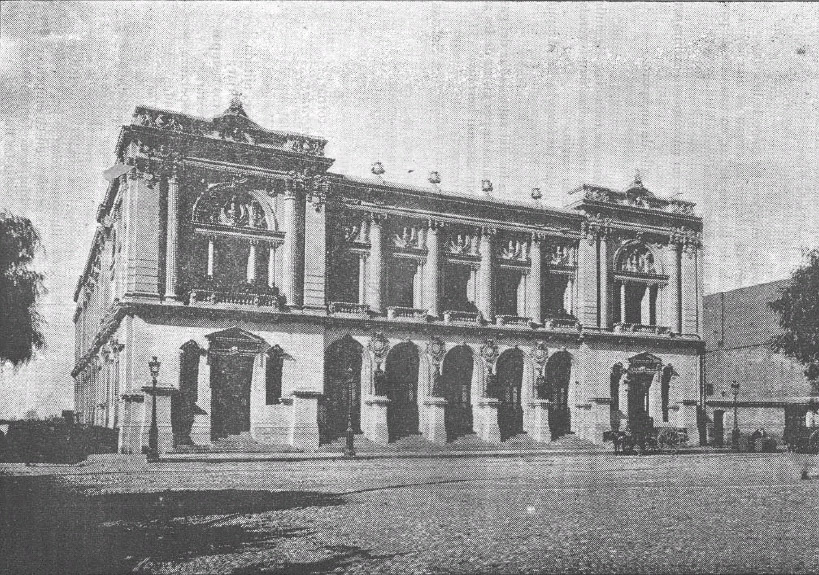
El teatro Victoria antes de ser destruido por el terremoto de 1906 - vía Wikimedia Commons.

Alberto (Albert) Merlet Mesa (Valparaíso, 1870 - Santiago de Chile, fecha desconocida) fue un comerciante y político chileno de ascendencia francesa. 
Gobernó como alcalde de Valparaíso en dos periodos, de 1899 a 1900 y luego de 1901 a 1902, como liberal democrático.  Ejerció durante las presidencias de Federico Errazuriz Echaurren y Germán Riesco Errazuriz. Tiempo después, Merlet fue intendente de Maule en 1911 y nuevamente en 1917, ya con Juan Luis Sanfuentes al frente del país. 

## Primeros años de vida
Proveniente de una familia adinerada, fue hijo de Jules Merlet, un destacado empresario francés afincado en Chile desde 1850 y quien fuera miembro de la cámara de comercio extranjera y director de la Quinta Compañía "Pompe France" de Valparaiso entre 1878-79, y su esposa Anastasia Mesa. Hermano de Enrique Merlet, también empresario, vinculado con la explotación comercial de la Isla de Pascua con Williamson-Balfour.
Padre de Alfonso "Poncho" Merlet Gillet, actor y productor de cine, casado con la cantante cubana Marion Inclan Warner.

## Vida pública
Formó parte del primer gobierno municipal, entre 1897 y 1900 junto a los conservadores Benjamin Edwards, Alfredo Lyon y Fuentes, un mottino, McKellar, cinco demócratas, Agustín Segundo Leiva, y Juan Bautista Bustos, Taiba, Mardones, y Palma y otros cinco liberal democráticos, Guillermo Münnich, Leon Silva, Aguayo, Campuzano y Cubillos. Luego de una puja de los conservadores de proteger un gobierno "de clase" debido a las crecientes presiones de los sectores populares, Merlet y Münnich, se aliaron a los demócratas, rompiendo de facto el equilibrio que existía hasta ese momento y yendo en contra de su partido, que en la práctica seguía mayoritariamente su instinto de élite. Dicha alianza con representantes de corte popular fue de singular importancia para el proceso democratizador que se estaba gestando en ese puerto; sin este apoyo las tendencias antidemocrática y las élites podrían haber mantenido la situación inalterada. Valparaíso se constituyó así en un espacio de lucha de clases.
Merlet renunció a su primer período en la alcaldía de Valparaíso, en 1900, motivando una conmoción en la municipalidad.
Posteriormente, Merlet accedió a la intendencia de Maule, en el sur del país, entre 1910 y 1917. Entre abril y julio de 1917 se vio obligado a tomar una licencia de su cargo ya que se resistió a presiones políticas de su partido en torno a prestar su apoyo a ciertos candidatos a senadores por su provincia, según expresara el senador José Pedro Alessandri en sesión de la Cámara.
Ya fuera de la esfera netamente política, los asuntos que ocuparon a Merlet durante sus mandatos y causaban singular preocupación a los ciudadanos porteños a fines del siglo XIX, giraban mayormente en torno a temas higienistas. Esto es lógico siendo que Valparaíso tenía una altísima tasa de mortalidad, explicada por su alta densidad y exacerbada por sus características topográficas. En primer lugar, la ingente necesidad de mejorar el sistema de desagües de las zonas altas de la ciudad, y más aún con posterioridad a la epidemia de fiebre tifoidea de 1900. Uno de los principales impulsores de esta iniciativa fue el médico Luis Astaburuaga, quien apoyaba la creación y organización de la Oficina Municipal de Inspección Sanitaria, ordenada por decreto del 24 de octubre de 1898, así como la búsqueda de soluciones a otros temas de higiene social tales como la prostitución y el alcoholismo. En segundo lugar, la proliferación de vendedores ambulantes y kioscos en la zona del Almendral que ocasionaban problemas de higiene y hacinamiento. Existieron, sin embargo, numerosas denuncias entre ellas una misiva enviada a la Comisión de Higiene, artículos de prensa del intendente José M. Cabezón y otras volcadas en el diario La Unión que apuntan a que el edil continuó permitiendo el funcionamiento de dichos comercios informales.
Tomó parte en 1899, además, de las propuestas y deliberaciones tendientes a dotar a Valparaíso de su primer tendido de energía eléctrica, pronunciándose a favor de la propuesta -fallida- del contratista neozelandés Josiah Harding, quien había participado de otros proyectos de importancia en la región como ferrocarriles en Chile y Bolivia.
Merlet participó activamente -disponiendo incluso de un aporte económico de diez mil pesos, cifra significativa para la fecha- de las celebraciones organizadas en 1899 en honor de la fragata argentina "Sarmiento" durante su visita a dicho puerto, que arribó con cadetes que participaban de un crucero de instrucción, el primero de la nave. En 1908 una multitud de más de 10 mil personas se reunieron para dar la bienvenida a Valparaíso al Obispo de Ancud, Ramón Ángel Jara, quien regresaba de un viaje a Perú a bordo del vapor Victoria en 1908; Merlet encabezó la comitiva de ciudadanos ilustres que abordaron el mismo.
A pesar de su visión política, supo asistir asiduamente de funciones culturales y de beneficencia en el teatro Victoria, acompañado por su esposa, Elena Gillet, miembros de la élite gobernante y colectividades extranjeras; e incluso uno de sus hijos eligió la vida artística.
En 1912, durante un viaje en la localidad de Cauquenes con su familia, Merlet extravió un maletín con joyas valuadas en más de 30.000 pesos. Días después el maletín fue encontrado por la policía con su contenido íntegro. Merlet recompensó la honradez de quien lo encontró.
La calle Merlet de la zona de Cerro Cordillera en Valparaíso, que fuera lugar de residencia de su familia desde 1869 y donde se encuentra emplazado el Museo Lord Cochrane, fue bautizada en su honor. Falleció en Santiago.